# المركز الأوروبي لدراسات مكافحة الإرهاب والاستخبارات

## لمحة عن المركز
هو مركز إستشاري ، يقوم على اساس البحث العلمي الأكاديمي ونشر الثقافة الامنية والأستخبارية والتنبيه إلى مخاطر الإرهاب والعنف بكل انواعه في مناطق النزاع. المركز يقدم المعلومة والتحليل في مجال إختصاصه في مكافحة الإرهاب والإستخبارات وقضايا اللجوء والهجرة، ويركز في عمله على الشأن الدولي والأوروبي. وهو أول مركز دولي أوروبي متخصص في مكافحة الإرهاب والاستخبارات يصدر في اللغة العربية من داخل أوروبا .ويعتبر مركز بحثي إستشاري مستقل ولا يروج إلى أي شخصية أو حزب سياسي أو حكومة.

## مجالات البحث ومواضيع الدّراسات
يعنى المركز بدراسات مكافحة الإرهاب والإستخبارات ويقوم على اساس الدراسات الأكاديمية والتقارير والتحقيقات والأستبيانات الميدانية والمعلوماتية حول سياسات مكافحة الإرهاب، خاصة أوروبا، ونشاط الجماعات المتطرفة، والمقاتلين الاجانب في أوروبا إلى جانب دول منطقة الشرق الاوسط و معاقل الجماعات المتطرفة دوليا واقليميا، وكذلك حول الإستخبارات، وقضايا الهجرة واليمين المتطرف. المركز يعتبر معهد امن قومي مهني إستشاري اكاديمي.

## نشاط المركز
- يقدم المركز الدراسات والتقارير الدورية والنشرات إلى البعثات الدبلوماسية، منظمات، مؤسسات حكومية وغير حكومية وصناع القرار. يعمل في المركز شبكة من الباحثين والخبراء، غير المقيمين، المعنين بالامن والاستخبارات والجماعات االمتطرفة واللجوء والهجرة، بالإضافة إلى شبكة ناشطين في أوروبا : ألمانيا، هولندا، بريطانيا وبلجيكا وفرنسا وكذلك دول المنطقة: العراق وسوريا ولبنان واليمن والأردن ومصر وليبيا.
- الإعلان عن الكتب واوراق البحث واطروحة الدراسات العليا المتخصصة في مكافحة الإرهاب، الأمن القومي ، الاستخبارات ومحاربة التطرف والهجرة واللجوء ونشرها على موقع المركز ، وفي نفس الوقت يعلن المركز استعداده، لطبع ونشر وتوزيع مؤلفات: كتب واطروحة.. واوراق بحث واشراكها في معارض الكتب الدولية ابرزها : القاهرة، أبو ظبي ، الشارقة، الدوحة والجزائر .

## إصدارات المركز من الدوريّات (مجلات محّكمة)
- المركز يصدر مجلة علمية فصلية مطبوعة و”نسخة رقمية ” باللغة الإنكليزية والعربية تحت عنوان: قضايا الإرهاب والإستخبارات.
- ملفات في قضايا الإرهاب والجماعات المتطرفة.

## الكتب[2]
- الإستخبارات الأوروبية ـ معالجات ناقصة، جاسم محمد[3]
- أجهزة استخبارات أوروبا في مواجهة خلايا داعش- ترهل أجهزة استخبارات أوروبا، جاسم محمد[4]
- مكافحة الإرهاب -الاستراتيجيات والسياسات مواجهة المقاتلين الأجانب والدعاية الجهادية، جاسم محمد
- مكافحة الإرهاب -الاستراتيجيات والسياسات مواجهة المقاتلين الأجانب والدعاية الجهادية، جاسم محمد
- EUROPEAN INTELLIGENCE AGENCIES FACING “IS” CELLS،
- واقع الإرهاب في أوروبا عام 2018:[5] الأسباب والمعالجات، جاسم محمد[6]

## وصلات خارجية
- الموقع الرسمي
- الصفحة الرسمية المركز الأوروبي لدراسات مكافحة الإرهاب والإستخبارات في فيسبوك على الفيسبوك